# 한솔초등학교 (경기)
한솔초등학교(한솔初等學校)는 대한민국 경기도 성남시 분당구에 있는 공립 초등학교이다.

## 학교 연혁
- 1994년 2월 28일 정자국민학교 설립 인가
- 1994년 6월 1일 개교 (6학급)
- 1996년 3월 1일 한솔초등학교로 교명 변경
- 1996년 6월 1일 축구부 창단
- 2009년 제7대 승용걸 교장 부임
- 2013년 2월 15일 제19회 졸업(99명) - 총 2,690명 졸업생 배출
- 2013년 9월 1일 제8대 김삼만 교장 부임
- 2014년 3월 1일 14(특수2)학급 편성
- 2014년 3월 1일 이선우 교감 부임

## 참고 문헌
- 한솔초등학교 - 한국교육학술정보원 학교알리미

## 같이 보기
- 한솔초등학교 축구단